# Fixstars

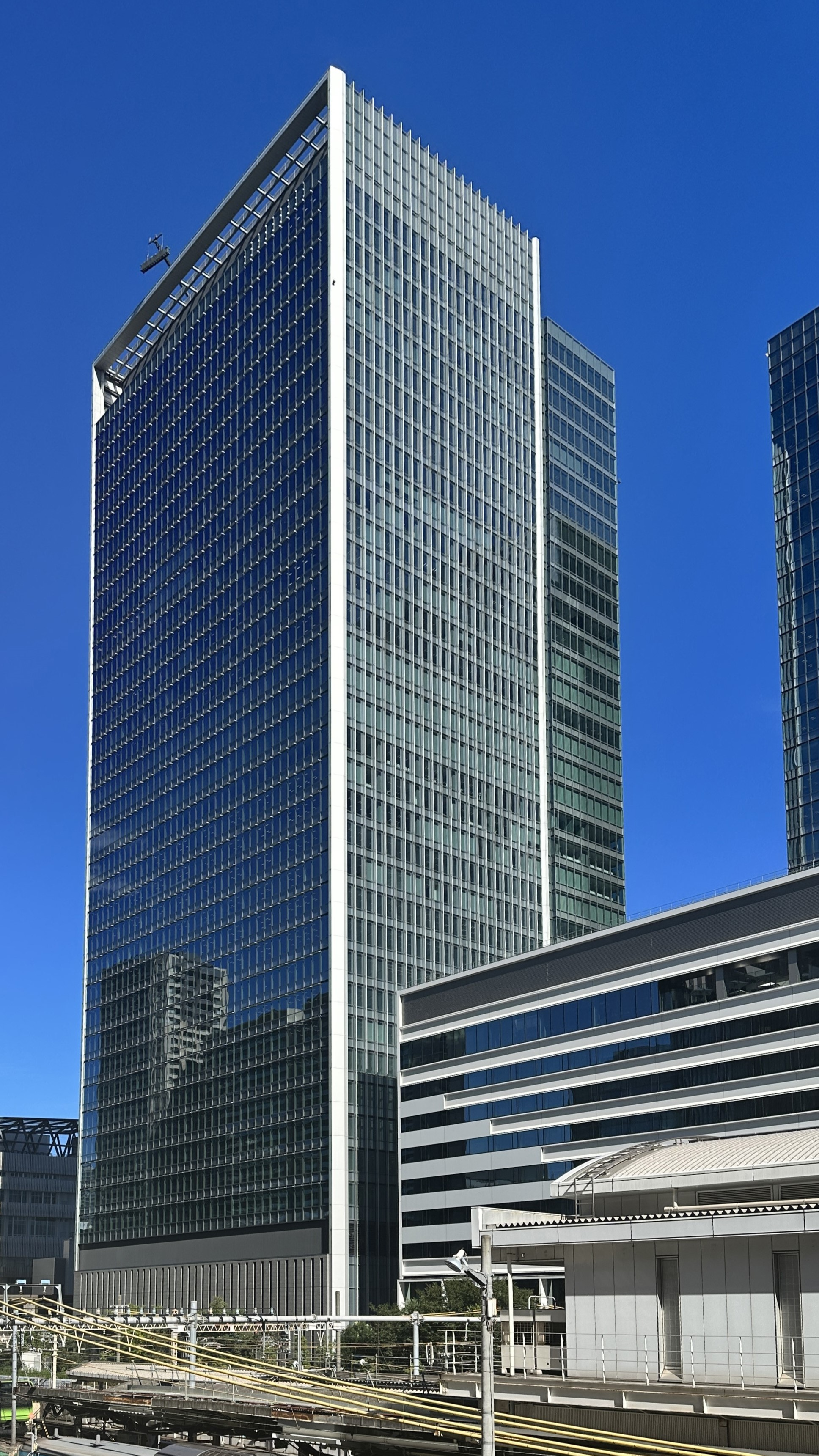
Msb Tamachi Station Tower S, que alberga Suntory y Sato Holdings.

Fixstars Solutions, Inc, es una compañía informática especializada en Linux y arquitectura IBM POWER. Surge tras la compra en noviembre de 2008 de la americana Terra Soft Solutions por la japonesa Fixstars Corporation.
Entre sus productos están :
- Software: 
  - distribución Linux Yellow Dog para PowerPC, PlayStation 3 e IBM p-server

- Hardware POWER:
  - YDL PowerSation, workstation PowerPC (CPU IBM 970MP, serie PowerPC G5) con software Yellow Dog, presentado en 2008 .
  - Cluster con CPU Cell de Playstation 3.
  - Productos IBM System-p

En 2001-2004 comercializó ordenadores PowerPC 750 (serie PowerPC G3) con placa base MAI Teron  y otro ordenador llamado briQ con CPU PowerPC G4.